# Heather Wallace
Heather Wallace , née le 4 décembre 1961 à Kitwe, est une joueuse professionnelle de squash représentant l'Écosse puis le Canada. Elle atteint le 6e rang mondial en juillet 1993, son meilleur classement. Elle est championne du Canada de 1987 à 1997 et seul sportif canadien, hommes et femmes, à gagner 11 titres nationaux consécutivement.

## Biographie
Née en Zambie, Heather Wallace grandit en Zambie, Zimbabwe, Écosse et Angleterre. Comme junior, elle représente le Zimbabwe en hockey sur gazon et natation. Elle commence le squash à l'âge de 16 ans gagnant le titre de championne du Zimbabwe et d'Afrique du Sud en junior. En 1979, elle rejoint le Royaume-Uni.
Elle représente l'Écosse lors des championnats du monde par équipes de 1981, 1983 et 1985 ainsi qu'aux championnats d'Europe par équipes en 1985. Elle est sélectionnée 29 fois en équipe d’Écosse avant d'émigrer au Canada en 1986.
Elle gagne une médaille d'or en individuel et par équipe aux Jeux panaméricains de 1995 pour le Canada.

## Palmarès

### Titres
- Championnats du Canada : 11 titres (1987-1997)
- Championnats d'Écosse : 10 titres (1982-1985)